# Sukhoi Su-7
Il Sukhoi Su-7 (in cirillico Сухой Су-7, nome in codice NATO Fitter, poi Fitter A) era un cacciabombardiere monomotore a getto, monoposto e ad ala a freccia, progettato dall'OKB 51 diretto da Pavel Osipovič Suchoj (Пабел Осипобич Сухой) e sviluppato in Unione Sovietica negli anni cinquanta ed impiegato negli anni successivi principalmente dalla Sovetskie Voenno-vozdušnye sily (VVS), l'aeronautica militare dell'Unione Sovietica, e da alcune forze aeree delle nazioni del Patto di Varsavia e filosovietiche.
La designazione del velivolo può generare delle confusioni in quanto era già stata utilizzata precedentemente per il prototipo Su-7, un caccia intercettore ad elica d'alta quota derivato dal Su-6 ma poi non avviato alla produzione.
La designazione ASCC (Air Standards Coordinating Committee) NATO assegnatagli era Fitter, aggiustatore, nome in codice che rimase anche al suo sviluppo ad ala a geometria variabile Su-17.

## Storia del progetto

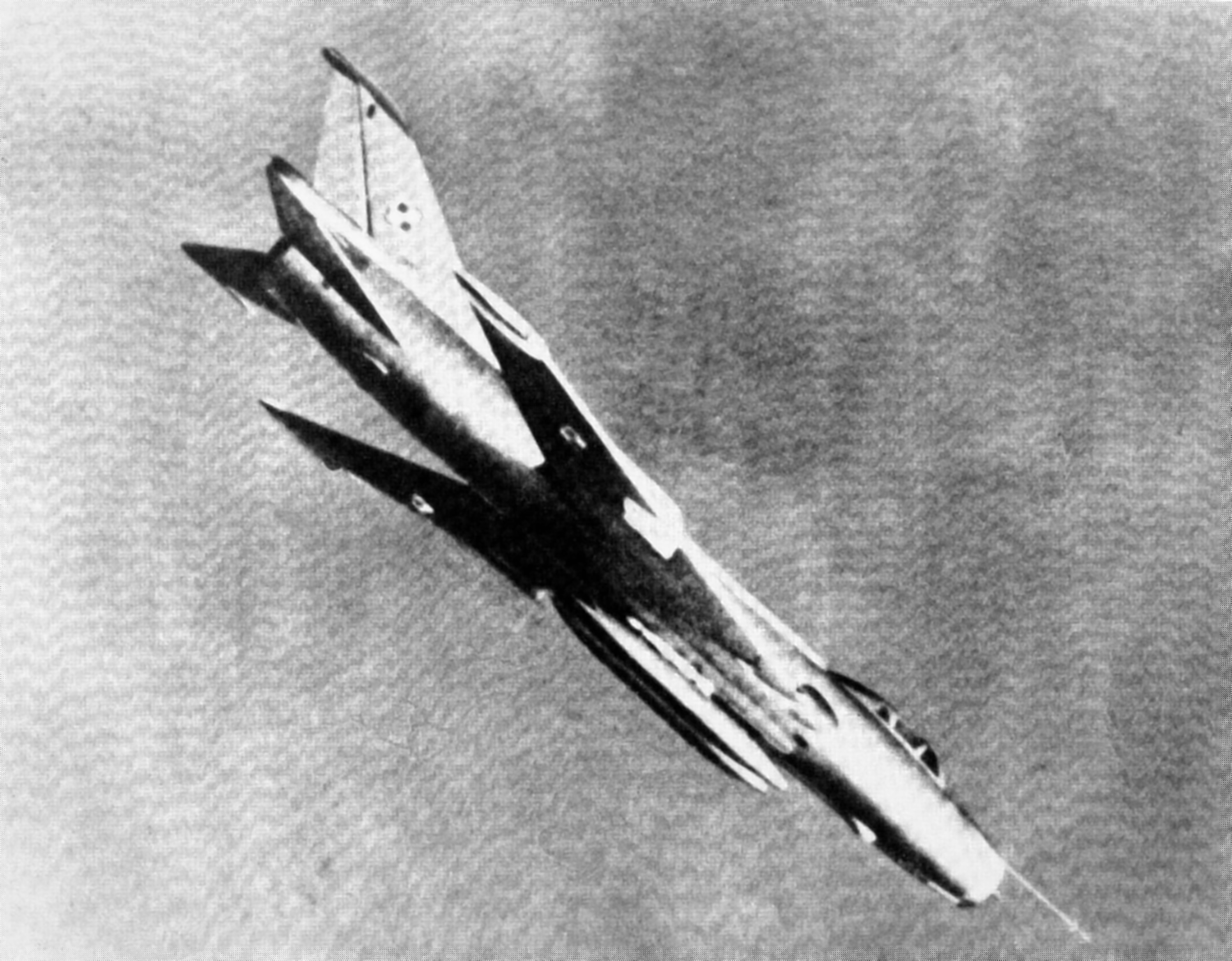
Un Su-7BKL polacco in volo nel 1985

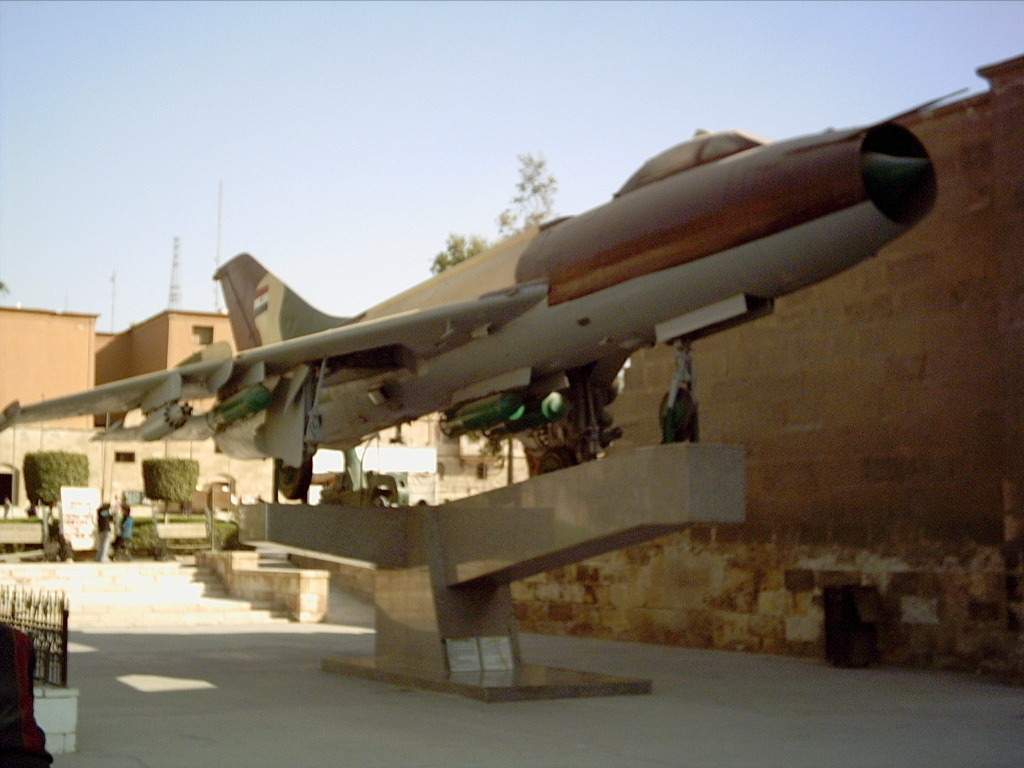
Un Su-7BMK.

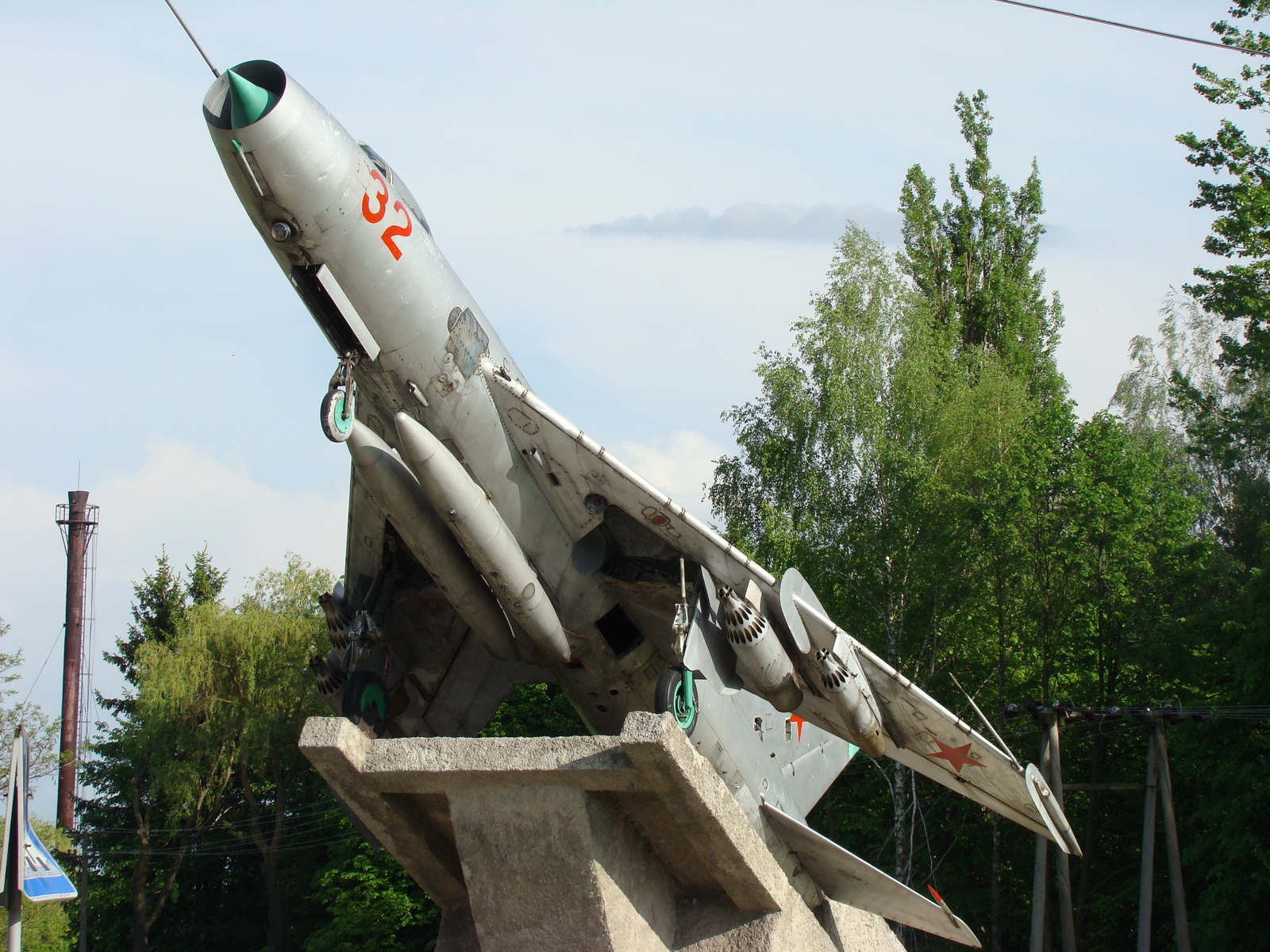
Un Su-7BM con serbatoi ventrali e razziere UB-32-57 ed UB-16-57UMP (Ovruč)

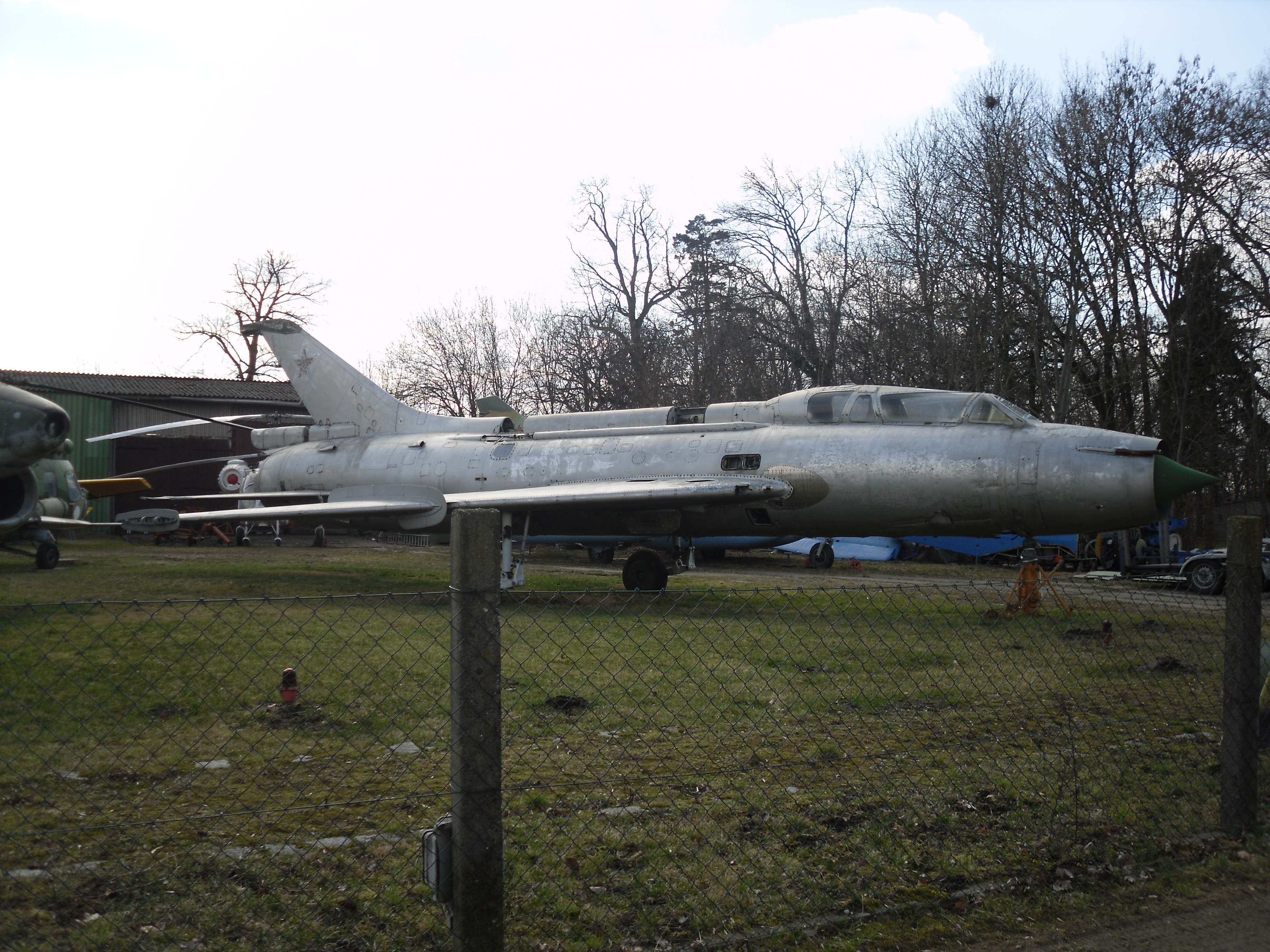
Un Su-7U

Appena un mese dopo la morte di Stalin, nell'aprile del 1953, l'ufficio tecnico di Sukhoi venne riaperto. Gli ultimi due prototipi costruiti dall'OKB erano stati il progetto P ed il progetto R. Restavano adesso alle lettere S e T. Il Ministero dell'Industria Aeronautica aveva richiesto a Mikoyan e a Sukhoj due nuovi caccia con ala a freccia ed a delta: le soluzioni di Sukhoj furono i prototipi S-1 ed S-3 per l'ala a freccia (curiosamente la sigla S per gli aerei di Sukhoj da qui in avanti indicherà i prototipi con ala a freccia, strela in russo) ed i prototipi T-1 e T-3 per l'ala a delta (altrettanto curiosamente da qui in avanti l'ufficio indicherà con la lettera T tutti i prototipi con ala a delta, treugol'nyj, triangolare).
Il modello in scala unitaria del prototipo, designato S-1, venne accettato dalla commissione apposita del Ministero nel novembre 1953, così come il T-1 (più tardi scartato) ed il T-3, mentre lo S-3 non venne accettato. Il primo modello di S-1 aveva un'ala a freccia di 60°, uno spessore in percentuale di corda del 7% ed uno stabilizzatore con freccia di 50° a calettamento (angolazione con l'asse dell'aeroplano) modificabile a terra. Dovevano essere costruite due macchine, una per le prove a terra ed un'altra per i collaudi in volo.
Il 15 luglio del 1955 il prototipo in grado di volare uscì di fabbrica. L'ingegner Vladimir Baluev era incaricato di verificare le prove, mentre il pilota collaudatore Andrej Kochetkov, imprestato dall'OKB di Lavochkin, era incaricato di portarlo in volo. Nei primi di settembre terminarono i collaudi a terra, comprese le prove di rullaggio. Il 6 settembre Sukhoj chiese il permesso di cominciare le prove in volo, permesso che arrivò il giorno successivo. Senza volerlo però il pilota collaudatore aveva già portato in volo l'S-1 prima della risposta del Ministero. Infatti, il 7 settembre, durante una prova di collaudo di rullaggio ad alta velocità sulla pista, il ruotino anteriore si staccò dal suolo e prima che il collaudatore se ne rendesse conto l'aeroplano era a dieci metri dall'asfalto. Non c'era più pista sufficiente per atterrare e così il collaudatore decise, correttamente, di proseguire il volo.
L'aeroplano venne migliorato durante lo sviluppo sotto la sigla S-2, venne anche installato il nuovo Ljulka AL-7F-1, più potente del 7F. Il secondo prototipo venne anche armato con due cannoni da 30 mm.
L'S-2 venne messo in produzione con la sigla Su-7 e fece la sua prima apparizione pubblica alla parata aerea di Tushino in occasione della "Giornata delle Forze Aeree Sovietiche" del 24 giugno 1956. La forma in pianta dell'ala fu ideata durante la guerra di Corea dal centro ricerche TsAGI (Центральный Аэрогидродинамический Институт - Istituto Centrale di Aeroidrodinamica). Era un'ala con una freccia di 62° con degli ipersostentatori di tipo Fowler, coda convenzionale e freni aerodinamici in coda con quattro petali. La fusoliera, costruita con la regola delle aree (la famosa Coca-Cola), era progettata attorno al potente turbogetto Ljulka AL-7F, con i suoi 88 kN di spinta in postcombustione. A dispetto delle dimensioni, il volume interno per il combustibile e l'avionica era estremamente ridotto. Il motore era alimentato da una presa d'aria a cono sul muso, il quale ospitava un radar SRD-5M (ASCC NATO: High Fix).
Il Su-7, a cui la NATO diede nome Fitter, era originariamente concepito come caccia controparte del North American F-100 Super Sabre e del McDonnell F-101 Voodoo, in servizio nell'aeronautica statunitense (USAF).
Era armato con due NR-30, un cannone da 30 mm progettato da Nudel'man e Rikhter, alloggiati nelle radici alari, con 70 colpi per arma.
Il Su-7 entrò in servizio nel 1958, ma già nel 1959 fu deciso che il caccia alla base dell'aeronautica sovietica fosse il MiG-21 e la produzione del Su-7 fu abbandonata dopo poco meno di 200 esemplari usciti di fabbrica.
Il progetto venne quindi riciclato sotto il nome di Su-7B (Bombardirovschik, ovverosia bombardiere): il Fitter trovò presto i suoi meriti come cacciabombardiere tattico, entrando in servizio con l'aeronautica frontale nel 1961. Per i sovietici, lo scopo principale della macchina era quello di vettore di armi nucleari tattiche.
Le capacità di combattimento del Su-7B erano limitate. Con un'esigua capacità interna di combustibile, di appena 2 940 L, il suo raggio d'azione, anche con i serbatoi esterni, era poco più di 300 km, invece a pieno carico era praticamente inutilizzabile. Inoltre le velocità di decollo e di atterraggio erano molto alte e quindi richiedevano piste lunghe. Il Su-7BKL era provvisto di razzi per l'assistenza al decollo (speciali razzi posizionati sotto la fusoliera, che venivano accesi alla fine del decollo per coadiuvare il motore principale aumentando la spinta), ma questa soluzione rese la componente logistica ancora più difficoltosa e così furono raramente impiegati. Un altro problema era che il postbruciatore impiegava 6 o 7 secondi per accendersi, una penalizzazione piuttosto grave in combattimento.
Viceversa, le qualità del Fitter risiedevano nella facilità di pilotaggio, nella docilità delle caratteristiche di volo. I controlli erano notoriamente pesanti, ma prevedibili e semplici. L'assetato motore (8 minuti di autonomia a massima potenza) forniva una velocità variometrica eccezionale e una velocità considerevole anche a bassa quota. In più l'intera cellula era molto robusta, e la manutenzione era semplice ed economica (tralasciando i consumi). A dispetto delle limitazioni, fu un aereo molto popolare tra i piloti. Il Fitter vide il battesimo del fuoco nella guerra dei sei giorni nel 1967, dove una trentina di aerei egiziani combatterono, perdendo 12 dei loro ma se non altro concedendosi il lusso dell'abbattimento di un Mirage III israeliano. Partecipò anche alla guerra tra India e Pakistan del 1971. Sebbene utilizzato principalmente per l'attacco al suolo un Su-7B indiano abbatté uno Shenyang F-6 (copia su licenza del MiG-19) nel 1971. I reparti aerei indiani avevano ottenuto un centinaio di macchine e nel corso delle battaglie aeree di tale guerra eseguirono quasi un migliaio di missioni, subendo tra le 15 e le 32 perdite, a seconda delle "versioni" ufficiali delle due parti. Quello che è certo, è che il Su-7 potenziò molto le capacità dell'IAF (aeronautica indiana) nel campo dell'attacco al suolo, nonostante il ridotto carico utile trasportabile.
Le limitazioni del Su-7, in particolare l'eccessiva corsa di decollo, portarono i sovietici a modificare la cellula, costruendo un'ala a geometria variabile, il Su-7IB (изменяемой геометрии, ovvero geometria variabile), poi ridenominato Su-17.
Ciononostante il Su-7B rimase in servizio fino agli anni ottanta.

## Utilizzatori
|               |                    |
| Blu = Attuali | Rosso = Precedenti |

Il Su-7 fu esportato in centinaia di esemplari in molti Paesi del Patto di Varsavia:
  Afghanistan
- Afghan Republic Air Force/Afghan Republican Air Force

46 esemplari, compreso 16 Su-7U da addestramento, forniti alla Royal Afghan Air Force dal 1972. Le successive forniture durante gli anni ottanta portarono il numero complessivo a 120 esemplari, nessuno dei quali più in servizio.
 Algeria
- Al-Quwwat al-Jawwiyya al-Jaza'iriyya

La Forza aerea algerina non ha più alcun esemplare in servizio.
 Bangladesh
- Bangladesh Biman Bahini

non più in servizio operativo.
 Cecoslovacchia
- Československé Vojenské Letectvo

60 esemplari, nessuno dei quali più in servizio. L'ultimo Su-7s fu radiato nel 1990.
 Corea del Nord
- Chosŏn Inmin Kun Konggun

25 tra Su-7BMK e Su-7UMK consegnati negli anni 1980, di cui almeno una squadriglia di 18 aerei risultava essere ancora attiva, seppur con compiti di riserva, al novembre 2018.
 Egitto
- El Qūwāt El Gawīyä El Maṣrīya

non più in servizio.
 India
- Bhāratīya Vāyu Senā

154 tra Su-7BM e Su-7UM in servizio tra il marzo del 1968 e il 1986.
 Iraq
- Al-Quwwat al-Jawwiyya al-'Iraqiyya

nessun esemplare più in servizio.
 Polonia
- Siły Powietrzne

46 esemplari, nessuno dei quali più in servizio.
 Yemen del Sud
- People's Democratic Republic of Yemen Air Force

non più in servizio.
 Siria
- Al-Quwwat al-Jawwiyya al-'Arabiyya al-Suriyya

non più in servizio.
 Ungheria
- Magyar légierő

nessun esemplare più in servizio.
 Unione Sovietica
- Voenno-vozdušnye sily SSSR

nessun esemplare più in servizio.
 Vietnam
- Không Quân Nhân Dân Việt Nam

nessun esemplare più in servizio.

## Versioni

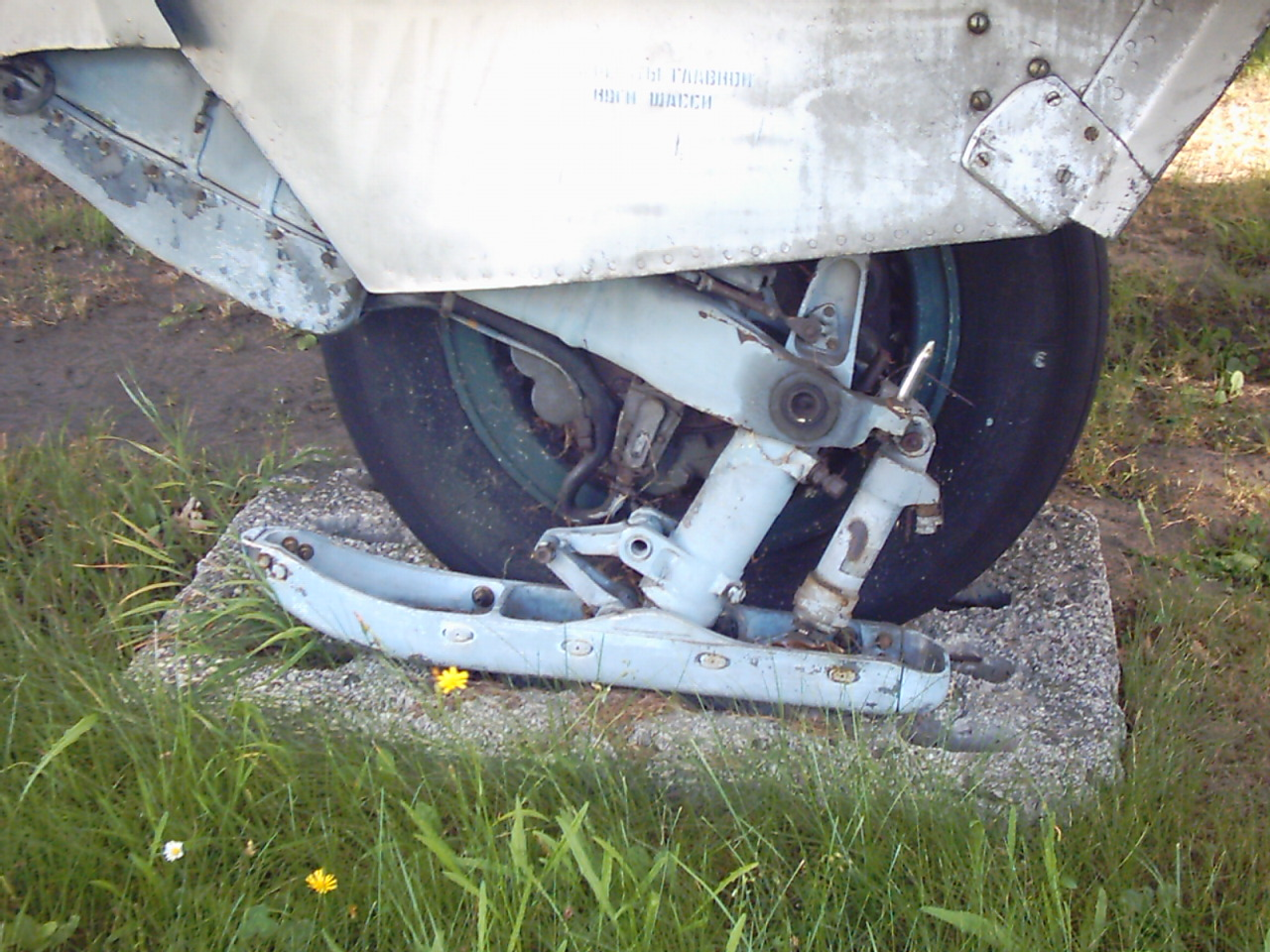
La gamba sinistra del carrello principale di un Su-7BKL, si noti il pattino al fianco della gomma che serviva a mantenere la direzione su terreni ghiacciati. La scritta "главной ноги шасси" sul portello significa "gamba del carrello principale".

- Su-7 Fitter A, prima produzione di serie, meno di 200 esemplari.
- Su-7B Fitter A (bombardirovschik, bombardiere), versione da appoggio tattico, molto più fortunata della precedente. Il prototipo era lo S-2/2.
- Su-7BM Fitter A (bombardirovschik modifikatsirovannij, ovverosia bombardiere modificato), in produzione dal 1962 (S-2-2-4) dotato di un nuovo motore, lo Ljulka AL-7F-1-150 con 98 kN (10 000 kgf) di spinta. Fu la prima variante a poter trasportare un ordigno nucleare.
- Su-7BKL Fitter A (bombardirosvhchik kolyesa i lyzhi, bombardiere con pattini e ruote), in produzione dal 1965, migliorava la capacità del cacciabombardiere di servirsi di piste semipreparate attraverso l'uso di gomme più larghe e di pattini montati sul carrello principale. Era altresì provvisto di due razzi SPRD-110 da 29,4 kN che lo assistevano nel decollo. Montava anche due parafreni gemelli (paracadute che fungono da freno aerodinamico in atterraggio, molto usati ancor oggi in Russia) montati in una gondola sul timone. Adottava un nuovo motore AL-7F-1-250 e, a partire dal 1969 anche due piloni aggiuntivi in fusoliera che potevano sostenere 250 kg di carico (anche qualche modello precedente venne modificato in tal senso). Il BKL fu il modello di maggior produzione con circa 500 apparecchi costruiti al 1971.
- Su-7BMK Fitter A (bombardirosvhchik modifikatsirovannij kommercheskij, bombardiere migliorato commerciale), era il modello da esportazione del Su-7BKL, in linea di montaggio dal 1965, per gli utilizzatori che non appartenevano al Patto di Varsavia. Derivato dal prototipo S-2-2MK.
- Su-7U Moujik (uchebnij, addestratore), addestratore biposto.
- Su-7UKL Moujik - versione addestrativa biposto del Su-7BKL.
- Su-7UMK Moujik - versione addestrativa biposto del Su-7BMK.
- Su-7IG (izmenyaemaya geometriya, geometria variabile) - prototipo con ala a geometria variabile del 1966 dal quale venne sviluppato il Su-17.

## Comparazione delle caratteristiche tecniche
|                                                  | Su-7                                             | Su-7B                                                                | Su-7BM                                                               | Su-7BKL                                                              | Su-7U                                            |
| Tipo                                             | caccia                                           | cacciabombardiere                                                    | cacciabombardiere                                                    | cacciabombardiere                                                    | addestratore biposto                             |
| Propulsore                                       | Ljul'ka AL-7F                                    | Ljul'ka AL-7F-1 Ljul'ka AL-7F-1-100                                  | Ljul'ka AL-7F-1-150                                                  | Ljul'ka AL-7F-1-250                                                  | Ljul'ka AL-7F-1-250                              |
| Spinta in postcombustione                        | 8.950 kg                                         | 9.200 kg 9.600 kg                                                    | 9.600 kg                                                             | 9.600 kg                                                             | 9.600 kg                                         |
| Spinta a secco                                   | 6.850 kg                                         | 6.800 kg 9.600 kg                                                    | 6.800 kg                                                             | 6.800 kg                                                             | 6.800 kg                                         |
| Lunghezza                                        | 16,508 m                                         | 16,607 m                                                             | 16,607 m                                                             | 16,804 m                                                             | 17,004 m                                         |
| Apertura alare                                   | 9,309 m                                          | 9,309 m                                                              | 9,309 m                                                              | 9,309 m                                                              | 9,309 m                                          |
| Altezza                                          |                                                  | 5,157 m                                                              | 4,990 m                                                              | 4,990 m                                                              | 4,990 m                                          |
| Carreggiata del carrello                         | 3,842 m                                          | 3,830 m                                                              | 3,830 m                                                              | 3,830 m                                                              | 3,830 m                                          |
| Interasse del carrello                           | 5,132 m                                          | 5,100 m                                                              | 5,114 m                                                              | 5,176 m                                                              | 5,314 m                                          |
| Angolo di freccia alare                          | 60°                                              | 60°                                                                  | 60°                                                                  | 60°                                                                  | 60°                                              |
| Angolo di freccia degli stabilizzatori           | 55°                                              | 55°                                                                  | 55°                                                                  | 55°                                                                  | 55°                                              |
| Angolo di freccia della deriva                   | 55°                                              | 55°                                                                  | 55°                                                                  | 55°                                                                  | 55°                                              |
| Superficie alare                                 | 34,00 m²                                         | 34,00 m²                                                             | 34,00 m²                                                             | 34,00 m²                                                             | 34,00 m²                                         |
| Superficie degli alettoni                        | 1,81 m²                                          | 1,81 m²                                                              | 1,81 m²                                                              | 1,81 m²                                                              | 1,81 m²                                          |
| Superficie dei piani di coda                     | 10,20 m²                                         | 10,20 m²                                                             | 10,20 m²                                                             | 10,20 m²                                                             | 10,20 m²                                         |
| Superficie della deriva                          | 5,52 m²                                          | 5,52 m²                                                              | 5,52 m²                                                              | 5,52 m²                                                              | 5,52 m²                                          |
| Peso massimo al decollo                          | 10.859 kg                                        | 13.043 kg                                                            | 13.830 kg                                                            | 15.090 kg                                                            | 15.210 kg                                        |
| Peso a vuoto                                     | 7.145 kg                                         | 7.765 kg                                                             | 8.370 kg                                                             | 9.097 kg                                                             | 9.505 kg                                         |
| Combustibile                                     | 1.850 kg                                         | 2.760 kg                                                             | 3.000 kg                                                             | 3.220 kg                                                             | 3.010 kg                                         |
| Velocità massima al livello del mare             | 1.250 km/h                                       | 1.200 km/h                                                           | 1.200 km/h                                                           | 1.200 km/h                                                           | 1.150 km/h                                       |
| Velocità massima a 11.000 m                      | Mach 2,1                                         | 2.120 km/h senza carico bellico limite di surge Mach 2,0             | 2.120 km/h senza carico bellico limite di surge Mach 2,0             | 2.150 km/h senza carico bellico limite di surge Mach 2,1             | 2.070 km/h senza carico bellico                  |
| Tangenza pratica                                 | 18.750 m                                         | 19.500 m                                                             | 18.500 m                                                             | 17.600 m                                                             | 17.000 m                                         |
| Raggio d'azione senza carichi esterni            |                                                  | 1.130 km                                                             | 1.135 km                                                             | 1.000 km                                                             | 820 km                                           |
| Raggio d'azione con serbatoi e 1.000 kg di bombe | —                                                | 1.380 km                                                             | 1.450 km                                                             | 1.200 km                                                             | 1.000 km                                         |
| Fattore di carico                                | 8 g                                              | 8 g                                                                  | 8 g                                                                  | 7 g                                                                  | 6,25 g                                           |
| Velocità di atterraggio                          |                                                  | 270-280 km/h                                                         | 280-290 km/h                                                         | 285-295 km/h                                                         | 325-340 km/h                                     |
| Velocità di decollo                              |                                                  | 360-370 km/h                                                         | 380-385 km/h                                                         | 385-390 km/h                                                         | 365 km/h                                         |
| Corsa di decollo                                 |                                                  | 1.350 m                                                              | 1.350-1.450 m                                                        | 1.600-1.700 m                                                        | 1.550-1.600 m                                    |
| Distanza d'atterraggio                           |                                                  | 1.200 m                                                              | 1.200-1.300 m                                                        | 1.450-1.750 m                                                        | 1.650-1.700 m                                    |
| Distanza d'atterraggio con parafreno             | —                                                | 900 m                                                                | 900-1.000 m                                                          | 660-700 m                                                            | 750-800 m                                        |
| Armamento                                        | - due cannoni NR-30 da 30 mm (70 colpi per arma) | - due cannoni NR-30 da 30 mm (65 colpi per arma) - 2.000 kg di bombe | - due cannoni NR-30 da 30 mm (65 colpi per arma) - 2.000 kg di bombe | - due cannoni NR-30 da 30 mm (80 colpi per arma) - 2.500 kg di bombe | - due cannoni NR-30 da 30 mm (65 colpi per arma) |

## Cultura di massa
- In ambito videoludico, il Su-7 compare nel videogioco Deadly Skies III(in versione BM Fitter A).